# Миливоје Ђилас Мињо
Миливоје Мињо Ђилас (Подбишће, код Мојковца, 19. јануар 1914 — Јајинци, код Београда, 5. март 1942) био је студент агрономије и учесник Народноослободилачке борбе.

## Биографија
Рођен је 1914. године у Подбишћу, код Мојковца у тадашњој Краљевини Црној Гори. Његов отац Никола био је официр Црногорске војске, а двојица његове старије браће били су — Алекса и Милован Ђилас.
Основну школу је завршио у Подбишћу, а гимназију у Колашину и Пљевљима. Године 1933. уписао је студије агрономије на Пољопривредно-шумарском факултету у Земуну. Преко старије браће, који су били чланови илегалне Комунистичке партије Југославије (КПЈ), прикључио се омладинском револуционарном покрету. Током студија, припадао је студентском револуционарном покрету на Београдском универзитету. Иако је његов брат Милован био познати комунистички револуционар и имао велики углед међу револуционарном студентском омладином, Мињо никада није истицао да су браћа. Члан Комунистичке партије Југославије (КПЈ) постао је 1936. године.
Током студија активно је сарађивао са Ђоком Ковачевићем, секретаром Универзитетског комитета КПЈ, са којим је учествовао и у сукобима са жандармеријом, приликом студентских демонстрација. Године 1937. налазио се у групи добровољаца, који су пошли у Шпанију, како би се борили против фашизма, али је био ухваћен приликом покушаја илегалног преласка границе. Током студија је становао заједно са колегом са факултета Слободаном Пенезићем Крцуном.
Његова породица се 1940. преселила у Горњи Милановац, где је и Мињо дошао након окупације Југославије, 1941. године. Овде је примио дужност члана Среског комитета КПЈ за Таково, након чега је заједно са Драгишом Николићем радио на организовању оружаног устанка. Када је Окружни комитет КПЈ за Чачак 6. јула 1941. именовао Штаб Чачанског партизанског одреда „Драгиша Мишовић”, били су одређени и руководиоци чета — Бранко Ракић одређен је за командира Таковске чете, а Мињо Ђилас за њеног политичког комесара. Неколико дана касније формирана је Таковска чета, која је у току устанка у Србији прерасла у Таковски батаљон.
Децембра 1941, када се под ударом Прве непријатељске офанзиве, главнина партизанских снага повлачила у Санџак, Мињо је заједно са још седам партизана био заробљен од четника у селу Доња Добриња, код Ужичке Пожеге. Петорица заробљених партизана била су одмах стрељана, док су Мињо и један партизан успели да побегну, јер нису били везани. Убрзо потом, поново је био ухваћен од четника у селу Глумчу, који су га потом предали Немцима у Пожеги. Под лажним именом Петар Јовановић био је одведен у логор на Бањици. Крајем децембра, Специјална полиција у Београду успела је да открије његов прави идентитет. У овоме им је много помогла фотографија, коју је направио један полицијски шпијун, који је у току лета 1941. боравио у партизанима, представљајући се као фотограф.
Ислеђивање над њим водио је управник логора Светозар Вујковић, али Мињо није одао никога од својих другова. После вишедневних тортура, стрељан је 5. марта 1942. на стратишту у Јајинцима. Према неким наводима лично га је убио Божидар Бећаревић 27. марта 1942. године.
Због херојског држања током истраге, председник Савеза бораца Александар Ранковић га је након рата предложио за народног хероја, али је то спречио његов брат Милован из разлога јер су већ два брата из породице Ђилас била проглашена за народне хероје, па је сматрао да би било незгодно прогласити и трећег. Књижевник Михаило Лалић, који је био његов најбољи пријатељ, сматрао је да је он био већи херој него његова браћа. У роману Раскид Лалић га представља као идеалног јунака под именом Мињо Биљурић.
Поред Миливоја, у току рата страдали су његов брат Алекса, сестра Добрана и отац Никола. Најстарији брат Алекса (1906—1941), који је проглашен за народног хероја погинуо је у борби са четницима новембра 1941. године код Слијепач Моста. Сестра Добрана (1921—1942) погинула је у борби са четницима и Бугарима на југу Србије, док је отац Никола (1871—1943), убијен од стране балиста у Србици, код Косовске Митровице.